# Marató per la salut sexual i reproductiva
La Marató per la salut sexual i reproductiva es va celebrar el 17 de desembre de 2023 i es va dedicar a la salut sexual i reproductiva. Aquesta edició va anar més enllà de l'absència de malalties i la capacitat de reproduir-se, i que implica la llibertat, el respecte màxim en tots els sentits, inclosa l'expressió de gènere, la responsabilitat i la informació.
La salut sexual i reproductiva també engloba el conjunt de patologies que afecta més la població, en tots els aspectes i al llarg de tota la vida. A Catalunya s'estima que hi ha 3 milions de persones afectades i 211.000 casos nous cada any, sobretot dones i joves.

## Voluntariat
Les preinscripcions del voluntariat de La Marató 2023 es van fer entre el 3 i el 24 d'octubre i el 2 de novembre a través de la web de la marató. El Departament de Drets Socials de la Generalitat, a través de la Direcció General d'Acció Cívica i Comunitària, va coordinar tot el procés de crida i selecció de places.

## Recaptació
| Núm | Hora       | Recaptació      | Notes                                          |
| --- | ---------- | --------------- | ---------------------------------------------- |
| 1   | 09:30h     | 0 euros         | Inici de programa                              |
| 2   | 10h        | 103.215 euros   |                                                |
| 3   | 13:30h     | 705.470 euros   |                                                |
| 4   | 16:30h     | 830.020 euros   |                                                |
| 5   | 18:40h     | 1.096.180 euros |                                                |
| 6   | 21h        | 2.624.310 euros |                                                |
| 7   | 22:30h     | 3.710.400 euros |                                                |
| 8   | 00:10h     | 5.022.243 euros |                                                |
| 9   | 01:35h     | 5.705.395 euros | Marcador al final del programa de TV3 (3cat)   |
| 10  | 31 de març | 8.913.980 euros | Tancament de donacions, recaptació total final |

## El disc de la Marató 2023
El disc conté dinou cançons a càrrec de 68 artistes, agrupats en 33 formacions o solistes.
El disc de La Marató 2023 es va editar físicament, i es va vendre el diumenge 3 de desembre al preu de 12 euros amb els diaris La Vanguardia, El Periódico de Catalunya, El Punt Avui, Ara, Diari de Tarragona, Diari de Girona, Regió 7, Segre i La Mañana; els esportius Sport, Mundo Deportivo i L'Esportiu, i la revista Enderrock, i enguany s'hi suma la revista Lecturas.
Com a novetat d'aquest any, la compra del disc físic permetrà disposar, gratuïtament, de la versió digital de les cançons. El compacte incorpora un QR i un codi únic que permetrà la descàrrega de les cançons al mòbil. A partir d'aquí, es podran passar i escoltar des d'altres dispositius. La versió digital del disc s'ha gravat per primera vegada amb el sistema Dolby Atmos. El disc també es podrà comprar directament en format digital a través de la plataforma iTunes d'Apple.
| Núm | Cançó                   | Títol original     | Grup |
| --- | ----------------------- | ------------------ | --- |
| 1   | Som persones            | Human              | Belén Aguilera |
| 2   | Una història a explicar | Story of my life   | Roger Padrós |
| 3   | Quan vas marxar         | Cuando no estabas  | Vanesa Martín |
| 4   | Lambada                 | Lambada            | Arjau, Alba Careta i Laura West                                                                                            |
| 5   | Aigua                   | Agua               | Chanel |
| 6   | Summercat               | Summercat          | The Tyets |
| 7   | Nit Vuitantera          | Nochentera         | Vicco i Siderland |
| 8   | Per què he plorat?      | Per què he plorat? | Figa Flawas i Ven'nus |
| 9   | Mil batalles            | Mil batalles       | Eufòria (Alèxia, Carla, Carlos, Clàudia, Domènec, Elena, Emmi, Ethan, Hèctor, Jan, Jim, Natalia, Nei, Paula, Sofia, Tomàs) |
| 10  | Si em deixes tu         | Before you go      | Dani Fernández |
| 11  | Felicitat               | Felicità           | Al Bano |
| 12  | Sense por               | Sin miedo          | Paula Mattheus |
| 13  | Què és una dona         | What's a Woman     | Vaya con Dios |
| 14  | Una espurna al cel      | Firework           | Abril Pastor |
| 15  | Valentes                | Valientes          | Andrés Suárez |
| 16  | Va com va               | Black Is Black     | Paula Koops i Marmi |
| 17  | No tinc paraules        | Isn't she lovely   | Stay Homas |
| 18  | Cor fort                | Hot stuff          | Les que Faltaband i Lorena                                                                                                 |
| 19  | Llibertat               | Libertad           | Ignasi Terraza, Mònica Rodés Green, Sara Terraza, Janna Aran, Julen i Band Tokades                                         |